# Enivré par l'amour
 (avril 2024).
Enivré par l'amour (en persan : مست عشق, romanisé : Mast-e Eshgh, turc : Mevlana Mest-i Aşk) est un film d'amour dramatique historique irano-turc de 2024 écrit et réalisé par Hassan Fathi. Il tourne autour de deux poètes persans Mawlana et Shams Tabrizi, interprétés par Parsa Pirouzfar et Shahab Hosseini. Le film est une coproduction iranienne et turque, réalisée par Dijital Danatlar et Simarya Film Production,,.